# Майк Іванов
Майк Іванов (англ. Mike Ivanow, нар. 9 січня 1948, Шанхай) — американський футболіст, що грав на позиції воротаря. Відомий за виступами у клубах Північноамериканської футбольної ліги «Сан-Хосе Ерзквейкс» та «Сіетл Саундерс», а також у складі національної збірної США.

## Клубна кар'єра
Майк Іванов народився в Шанхаї, проте за короткий час перебрався з родиною до Сан-Франциско, де він навчався в місцевому університеті, та одночасно грав у місцевих аматорських командах. У 1974 році Іванов став гравцем команди Північноамериканської футбольної ліги «Сан-Хосе Ерзквейкс», у якій грав до 1976 року. у 1976 році футболіст перейшов до іншої команди ліги «Сіетл Саундерс», у якій грав до 1981 року. Одночасно у 1979—1980 роках Іванов грав за команду індор соккеру «Вічита Вінгз». У 1980—1981 роках Майк Іванов грав за команду індор соккеру «Сіетл Саундерс». У 1981—1982 роках Іванов грав у складі як футбольної, так і команди з індор соккеру «Сан-Хосе Ерзквейкс». У 1984—1985 роках Майк Іванов знову грав у складі команди з індор соккеру «Вічита Вінгз». Після завершення виступів Майк Іванов зайнявся бізнесом у Сан-Франциско.

## Виступи за збірні
У 1967 році Майк Іванов грав у складі олімпійської збірної США на невдалому для неї відборі до Олімпійських ігор 1968 року в Мехіко. У 1972 році Іванов грав у складі олімпійської збірної на турнірі Олімпійських ігор 1972 року в Мюнхені, де провів 2 матчі. У 1973—1975 роках Майк Іванов провів 10 матчів у складі національної збірної США.